# 1851
1851. је била проста година.

## Догађаји

### Март
- 7. март — У Венецији је први пут је изведена Вердијева опера Риголето .

### Мај
- 1. мај — Одржана је прва Светска изложба, позната под именом Велика изложба 1851. године. Организовао ју је принц Алберт, а изложбу је званично отворила краљица Викторија.

## Рођења

### Април
- 19. април — Ђорђе Крстић, српски сликар. (†1907)

### Октобар
- 2. октобар — Фердинанд Фош, француски маршал

## Смрти

### Јануар
- 12. јануар — Алберт Лорцинг, немачки композитор, певач и диригент. (*1801).

### Март
- 15. април — Андрес Кинтана Ро, мексички политичар